# روز ملی حمل‌ونقل ایران
۲۶ آذر، روز ملی حمل و نقل ایران است.
تعیین این روز به این مناسبت در سال ۱۳۷۶ به پیشنهاد وزارت راه و ترابری و برای آگاه‌سازی جامعه با نقش و جایگاه بخش حمل و نقل، از سوی شورای فرهنگ عمومی کشور صورت گرفت.

## پیشینه
در آذر ماه سال ۱۳۶۲، تعداد کشتی‌های منتظر تخلیه در بندرهای ایران به حدود ۱۰۰ فروند رسیده بود که مشکلات زیادی را برای ترابری ایران به بار آورده‌بود.
در سال ۱۳۶۲ با صدور فرمانی از سوی رهبر وقت ایران، روح‌الله خمینی کامیون‌ها و تریلی‌های زیادی برای تخلیه بارها اعزام شدند.
با این فرمان و اعزام کامیون‌ها مشکل تجمع کالاهای وارداتی و نوبت‌های طولانی تخلیه کشتی‌ها در بندرهای ایران به مرور تا اندازه‌ای حل شد.
۱۴ سال پس از زمان صدور این فرمان، در سال ۱۳۷۶ به پیشنهاد وزارت راه و ترابری روز ۲۶ آذر به عنوان روز حمل و نقل شناخته شد.